# 楊兆儀
楊兆儀（？—？），號大復，湖廣德安府孝感縣人，明朝政治人物。

## 生平
崇祯三年（1630年）庚午科湖廣鄉試第三十七名舉人，崇禎十年（1637年），登丁丑科會試第二十八名，廷試三甲第一百九十三名进士。都察院观政，十一年授莆田知县，十三年考察去職。

## 家族
曾祖楊庆铨，庠生；祖楊洪楫，庠生；父楊同善，庠生。